# Bernd Zeller
Bernd Zeller (* 19. Oktober 1966 in Gera) ist ein deutscher Satiriker, Cartoonist und Autor.

## Leben und Werk
Zeller war als Hilfskrankenpfleger tätig, studierte Medizin, Jura und Kunst ohne Abschluss, gründete 1990 die Jenaer Studentenzeitung Akrützel, zeichnete anschließend Cartoons für verschiedene Zeitungen und schrieb als freier Autor für Film, Fernsehen, Theater und Verlage. In der Harald Schmidt Show trat er als „Unser Ossi“ auf. Er war dort von 1995 bis 2014 als Gagautor tätig.
1999 war Zeller kurze Zeit Redakteur beim ostdeutschen Eulenspiegel, wo er nach einem kritischen Interview entlassen wurde. Er sagte unter anderem, viele Karikaturen der angestammten Zeichner atmeten immer noch den „Geist sozialistischer Belehrung“. Von 2000 bis 2001 arbeitete er bei der westdeutschen Titanic. 2004 belebte Zeller die Satirezeitschrift pardon (ursprünglich 1962 von Hans A. Nikel ins Leben gerufen) neu, die 22 Jahre zuvor eingegangen war. 2007 musste die Printausgabe eingestellt werden.
Zeller lebt und arbeitet in Jena. Er veröffentlicht seine Zeichnungen, Kolumnen und Comicstrips gegenwärtig (2012) in mehreren Publikationen, wie Spiegel Online und der Vierteljahresschrift der Friedrich-Naumann-Stiftung für die Freiheit „liberal“. Weiterhin schrieb er bis 2014 als Nebenautor für das Weblog Die Achse des Guten und bis März 2020 Kolumnen für die Tageszeitung neues deutschland. Von September 2007 bis September 2013 publizierte er fast täglich neue Arbeiten in der Online-Satirezeitung Darvins Illustrierte, die als Online-Nachfolgerin von pardon galt. Inzwischen ist er der Betreiber der Online-Satirezeitung Zellerzeitung.de.
2007 erschien sein satirisches Buch Ein Leben für den Terror. Die offizielle Biographie von Osama bin Laden, 2019 sein Buch Die Sprache des Grünen Reiches mit Karikaturen über die Ausdrucksweise grüner Politiker.
Von 2020 bis 2022 zeichnete Zeller Cartoons für die Mitgliederzeitschrift AfD Kompakt der Partei Alternative für Deutschland.
Zeller gründete die Zeitung Rentnerisches Akrützel – Jenas führende Seniorenzeitung, die ein ähnliches Erscheinungsbild wie die 1990 vom ihm gegründete Studentenzeitung Akrützel hat. Die Redaktion distanzierte sich 2019 davon, Zeller sei „eher auf der rechten Seite anzusiedeln.“

## Veröffentlichungen (Auswahl)
- Frechheit. Die alternativlose Autobiografie von Angela Merkel, Münster: Solibro Verlag, 2024, ISBN 978-3-96079-118-8.
- Furcht und Elend des Grünen Reiches, Münster: Solibro, 2021, ISBN 978-3-96079-096-9.
- Wir sind das Volk, das sich so was gefallen lässt! Solibro, 2020. ISBN 978-3-96079-071-6.
- Merkelokratie, Münster: Solibro, 2020, ISBN 978-3-96079-078-5.
- Die Sprache des Grünen Reiches, Münster: Solibro, 2019, ISBN 978-3-960-79065-5.
- Die Opportunitäter, Münster: Solibro, 2018, ISBN 978-3-96079-057-0.
- Generation GroKo, Münster: Solibro, 2018, ISBN 978-3-96079-059-4.
- Deutschlantis, Münster: Solibro, 2017, ISBN 978-3-96079-035-8.
- Die Gendermerie kommt, Münster: Solibro, 2017, ISBN 978-3-960-79033-4.
- Presseshow: So sind nicht alle Journalisten, Münster: Solibro, 2016, ISBN 978-3-96079-007-5.
- Hat sich die Wende überhaupt gelohnt?: Der große Vergleich DDR - EU, Münster: Solibro, 2014, ISBN 978-3-93292-787-4.
- Lost Merkel, Münster: Solibro, 2013, ISBN 978-3-932-92756-0.
- Trockenzonen. Wenn Männer aufhören sich zu waschen (als Charles Roch). Carlsen Verlag 2009. ISBN 978-3-551-68216-1
- Komik und Satire. (Schreibratgeber) Berlin: Autorenhaus, 2008
- Ein Leben für den Terror. Die offizielle Biographie von Osama bin Laden, dokumentiert von Bernd Zeller. Jena: Macchiato Verlag, 2007. ISBN 978-3-940721-01-3.
- Depp sucht Klassefrau. Mit einem Nachwort von F. W. Bernstein. Kiel: Sommerfeld, 2005. ISBN 3-981-02790-6.
- Reality-Show. Anleitung für den Mediengebrauch. Kiel: Rake-Verlag, 2001. ISBN 3-931476-34-0.
- Quiz-life live. Kiel: Rake-Verlag, 2001. ISBN 3-931476-33-2.
- 101 Gründe kein Ossi zu sein. Kiel: Rake-Verlag, 2000. ISBN 3-931476-48-0. (Taschenbuchausgabe: München/Zürich: Piper, 2002. ISBN 3-492-23512-3.)
- 101 Gründe nicht zu studieren. Rendsburg: Rake-Verlag, 1999. ISBN 3-931476-42-1. (Taschenbuchausgabe: München/Zürich: Piper, 2001. ISBN 3-492-23168-3.)